# Aaron Cruden
Aaron Wiremu Cruden (Palmerston North, 8 gennaio 1989) è un rugbista a 15 neozelandese, mediano d'apertura dei Kōbe Steelers in Top League; inizialmente non convocato per la Coppa del Mondo di rugby 2011, fu chiamato in corso di torneo come rimpiazzo negli All Blacks del titolare Dan Carter, riportando così la vittoria nella competizione.

## Biografia
Esordiente a 19 anni per la provincia di Manawatu, Cruden vide quasi subito la sua carriera messa a rischio dalla scoperta di un tumore a un testicolo, dal quale fu curato a prezzo della rimozione chirurgica di tale organo.
Tornato all'attività agonistica dopo avere superato la malattia, prese parte al campionato mondiale giovanile del 2009 vinto dalla Nazionale neozelandese di categoria e, a fine stagione, fu eletto miglior giovane rugbista dell'anno dall'International Rugby Board.
A gennaio 2010 fu integrato nella prima squadra della franchise professionistica di Super Rugby degli Hurricanes, con cui esordì contro i Brumbies a Porirua.
A giugno di quello stesso anno esordì negli All Blacks a New Plymouth contro l'Irlanda, come subentro nel secondo tempo a Dan Carter; due settimane dopo il suo primo incontro realizzò anche la sua prima meta, e con essa i suoi primi punti, contro il Galles a Hamilton.
Convocato alle preselezioni per la Coppa del Mondo di rugby 2011 da tenersi proprio in Nuova Zelanda, Cruden non rientrò nei trenta convocati definitivi, le prime due scelte all'apertura essendo Dan Carter e Colin Slade, tuttavia il C.T. della Nazionale Graham Henry lo aveva lasciato tra quelli in preallarme per eventuali sostituzioni in corsa; durante un allenamento Carter si infortunò alla regione inguinale e fu dichiarato inabile a continuare il campionato, rendendo necessaria l'immediata convocazione di Cruden come rimpiazzo, a più di un anno dal suo ultimo incontro internazionale.
Nella Coppa del Mondo Cruden disputò il quarto di finale contro l'Argentina scendendo in campo come sostituto della nuova prima scelta Slade, poi, alla vigilia della semifinale contro l'Australia, anche Slade si infortunò e dovette abbandonare il torneo a sua volta, rendendo necessario il richiamo di Stephen Donald, a quel punto divenuto seconda scelta dietro a Cruden promosso titolare.
Nella successiva finale, disputatasi contro la Francia ad Auckland, Cruden si infortunò al ginocchio al 30' del primo tempo e dovette lasciare il terreno di gioco, sostituito proprio da Donald, che marcò i punti decisivi per permettere agli All Blacks di vincere l'incontro per 8-7 e aggiudicarsi la Coppa del Mondo.
Lasciati gli Hurricanes, passò nella stagione di Super Rugby 2012 ai Chiefs e al primo impatto con la nuova squadra la condusse alla sua prima conquista assoluta del torneo grazie anche al suo record personale di 251 punti in stagione, che lo resero il miglior marcatore di tale edizione; in corso di stagione Cruden rinnovò il suo contratto con i Chiefs fino a tutta l'edizione 2014 del Super Rugby.
Vittima di un grave infortunio durante un match di Super Rugby nell'aprile del 2015, con la rottura del legamento crociato del ginocchio sinistro, Cruden fu costretto a restare fermo per il resto della stagione e perse la possibilità di essere convocato per la Coppa del Mondo di rugby 2015. Rientrò nei Chiefs all'inizio della successiva stagione.

## Palmarès
- Coppe del mondo: 1
Nuova Zelanda: 2011
- Super Rugby: 2
Chiefs: 2012, 2013